# Distretto di Sitamarhi
Sitamarhi è un distretto dell'India di 2 669 887 abitanti, che ha come capoluogo Sitamarhi.